# Маслаков Анатолій Васильович
Анато́лій Васи́льович Маслако́в (біл. Маслакоў Анатоль Васілевіч; нар. 2 вересня 1925, с. Дубровське Шумілінського району Вітебської область — пом. 1985) — білоруський партійний та державний діяч, колишній голова Могильовського облвиконкому, член Президії Верховної Ради БРСР.

## Життєпис
Закінчив Харківський інститут інженерів залізничного транспорту, ВПШ при ЦК КПРС.
З 1949 року працював на залізниці, з 1953 року директор Черневської МТС Могильовської області, голова Чауського райвиконкому.
З 1964 року на партійній роботі. З 1967 року секретар Могильовського обкому КПБ. З 1974 до 1985 року — голова Могильовського облвиконкому.
Член ЦК КПБ, депутат Верховної Ради Білоруської РСР у 1959—1963, 1975—1979.